# Парламентський союз країн членів Організації Ісламська конференція
Парламентський союз країн – членів Організації Ісламська конференція (англ. Parliamentary Union of the OIC Member States, PU OICM) був створений в результаті підписання його статуту 17.06.1999 р. в Тегерані (Іран). Для прийняття статуту була скликана установча конференція союзу країн – членів Організації Ісламська конференція. В конференції взяли участь спікери, голови і представники законодавчих та/або консультативних зібрань або аналогічних органів (парламентів) країн – членів Організації Ісламська конференція (яка  у 2011 р. змінила назву на «Організація Ісламського співробітництва» (Organisation of the Islamic Cooperation, OIC)).

## Цілі
Основними цілями Парламентського союзу країн – членів Організації Ісламська конференція є:
- Введення та розповсюдження принципів ісламу, з особливим наголосом на різні характеристики та гуманність ісламської цивілізації;
- Укріплення і підтримка імплементацію ісламського принципу консультації (Шура) у всіх країнах – членах ОІК;
- Створення основи для всебічного та плідного співробітництва в координації між парламентами  країн – членів ОІК та їх депутатами, обмін парламентським досвідом, обговорення економічних, політичних, культурних і соціальних питань, цікавих для членів ОІК, вирішення проблем та подолання спроб нав’язати культурне, політичне та економічне домінування, а також для прийняття відповідних рекомендацій та рішень з цих питань;
- Посилення контактів, співробітництва та координації з іншими парламентськими, урядовими та неурядовими організаціями з метою досягнення спільних цілей;
- Розвиток згоди між народами світу в цілях захисту прав людини і гуманітарних принципів світу, а також установленні миру на основі справедливості.

## Склад
Парламентський союз країн – членів Організації Ісламська конференція  складається з парламентів країн – членів ОІК. Членство в ПС ОІК не несе за собою членства в будь-якій іншій міжпарламентській організації. Регіональні та міжнародні організації можуть брати участь на конференціях ПС ОІК в якості спостерігачів за рекомендацією Виконавчого комітету та після ухвалення Конференцією. Парламенти спостерігачів також можуть бути присутніми на Конференції в якості спостерігачів. Спостерігачі можуть висловлювати свої судження, але не мають право голосу. 

## Структура
Основні органи ПС ОІК:
- Конференція – вищий орган, яка проводиться раз на рік.
- Генеральний комітет – постійно діючий орган ПС ОІК, який очолюється його Генеральним секретарем та збирається раз на рік за два дні початку засідання Конференції. До складу комітету входять по два представника-парламентаря від кожної делегації. Генеральний комітет: розглядає звіт голови Союзу, займається адміністративними, фінансовими та бюджетними питаннями тощо.
- «Трійка», яка утворюється у складі поточного, попереднього та майбутнього Голів ПС ОІК задля гнучкості в реагуванні на надзвичайні ситуації і розвитку, яка може вносити відповідні пропозиції Конференції, Генеральному комітету або Виконавчому комітету для реалізації в інтересах та цілях ПС ОІК, контактувати з міжнародним організаціями задля визначення положення ПС ОІК та укріплення міжнародних контактів (Стаття 8 Статуту).
- Виконавчий комітет, що здійснює функції: розгляду питань щодо членства в ПС ОІК, підготовки проекту порядку денного та контролю за діяльністю Генерального секретаріату.
- Генеральний секретаріат, який здійснює адміністративні та фінансові функції забезпечення ПС ОІК.
- Чотири постійних комітети:

1. З політичних питань та міжнародних відносин;
2. З питань економіки та екології;
3. По правам людини, жінок та сімейних питань;
4. З культурних і правових питань та з розвитку діалогу між цивілізаціями і релігіями.

## Члени ОІС
| Азербайджан Алжир Албанія Афганістан Бангладеш Бахрейн Бенін Буркіна-Фасо Габон Гаяна Гамбія Гвінея Гвінея-Бісау Джибуті Єгипет | Індонезія Йорданія Ірак Іран Ємен Камерун Казахстан Катар Киргизстан Коморські Острови Кот-д'Івуар Кувейт Ліван Лівія | Мавританія Малайзія Малі Марокко Мозамбік Нігер Нігерія ОАЕ Оман Пакистан Палестина Саудівська Аравія Сирія Сенегал Сомалі | Судан Сьєрра-Леоне Таджикистан Того Туніс Туркменістан Туреччина Уганда Чад |

Спостерігачі – міжнародні організації:
- Міжпарламентський союз (англ. Inter-Parliamentary Union, IPU) — з 2001 р.;
- Африканський парламентський союз (англ. African Parliamentary Union, APU) — з 2001 р.;
- Азійська парламентська асамблея (англ. Asian Parliamentary Assembly,APA) — з 2001 р.;
- Консультативна рада арабо-магрибського союзу (англ. The Consultative Council of the Maghreb Arab Union,CCAMU) - з 2001 р.;
- Організація Ісламська конференція (англ. Organisation of Islamic Cooperation, OIC) — з 2001 р.;
- Ліга арабських країн (англ. League of Arab States, LAS) — з 2001 р.;
- Африканський союз (англ. African Union – Former Organization of African Unity, AU) — з 2001 р.;
- Арабський міжпарламентський союз (англ. Arab Inter-parliamentary Union, AIPU) — з 2001 р.;
- Міжнародний комітет Червоного Хреста (англ. International Committee of the Red Cross, ICRC) — з 2004 р.;
- Міжпарламентська асамблея країн — членів СНД (англ. Inter-Parliamentary Assembly of the Commonwealth of Independent States,IPACIS) — з 2006 р.;
- Парламентська асамблея Середземномор'я (англ. Parliamentary Assembly of the Mediterranean, ECO) — з 2009 р.;
- Молодіжний форум Ісламської конференції за діалог та співробітництво(англ. Islamic Conference Youth Forum for Dialogue and Cooperation, ECO) — з 2010 р.;
- Парламентська асамблея Організації Чорноморського економічного співробітництва, ПАЧЕС (англ. Parliamentary Assembly of the Black Sea Economic Cooperation, PABSEC) — з 2011 р.;
- Парламентська асамблея тюркськомовних країн (англ. Parliamentary Assembly of Turkic-speaking Countries, TURKPA) — з 2012 р.;
- Парламентське Зібрання Союзу Білорусі і Росії (рос. Парламентское Собрание Союза Беларуси и России) — з 2012 р.;
- Арабський парламент (англ. Arab Parliament, АP)  — з 2013 р.

## Участь Верховної Ради України у діяльності ПС ОІК
Верховна Рада України у діяльності ПС ОІК участі не бере.